# 信光明寺
信光明寺（しんこうみょうじ）は、愛知県岡崎市岩津町東山にある浄土宗の寺院。山号は弥勒山。本尊は阿弥陀如来。

## 概要
1451年（宝徳3年）、岩津城主の松平信光が、父親の松平泰親の菩提を弔うため、増上寺開山聖聡の弟子で、下総国飯沼弘経寺（茨城県常総市）から三河に布教に来ていた千葉氏出身の釋誉存冏（そんげい）を開山として、岩津城の麓に創建した。
1478年（文明10年）、法堂（現・観音堂、重要文化財）を建立。観音堂は初めは比叡山から迎えた釈迦像が安置されていたが、現在は観音像が祀られている。翌文明11年2月13日、後土御門天皇の勅願所とされた。
1481年（文明13年）松平信光の孫存牛（のちに浄土宗総本山知恩院25世）が当寺開山存冏のもとで出家し、1511年（永正8年）には信光明寺3世となった。
1570年（元亀元年）から1572年（元亀3年）にかけて、武田信玄の三河国侵入の際、戦闘で法堂の外は焼失したが、のち徳川家康の命で再建された。1602年（慶長7年）、朱印地120.82石を寄進された。
近世は徳川家光先祖菩提所として幕府によって修復が施され、1663年（寛文3年）には常紫衣綸旨を受けた。
1954年（昭和29年）に老朽化がはなはだしかった観音堂上屋根の復元工事が着手され、1955年（昭和30年）4月12日に竣工式が行われた。総工費は111万円（国費85万円、県費11万円、地元負担15万円）。
境内には酒井広親石宝塔や松平親氏・松平泰親・松平信光3代の墓がある。また、岩津保育園（1951年創立）という私立保育園が隣接している。

## ギャラリー

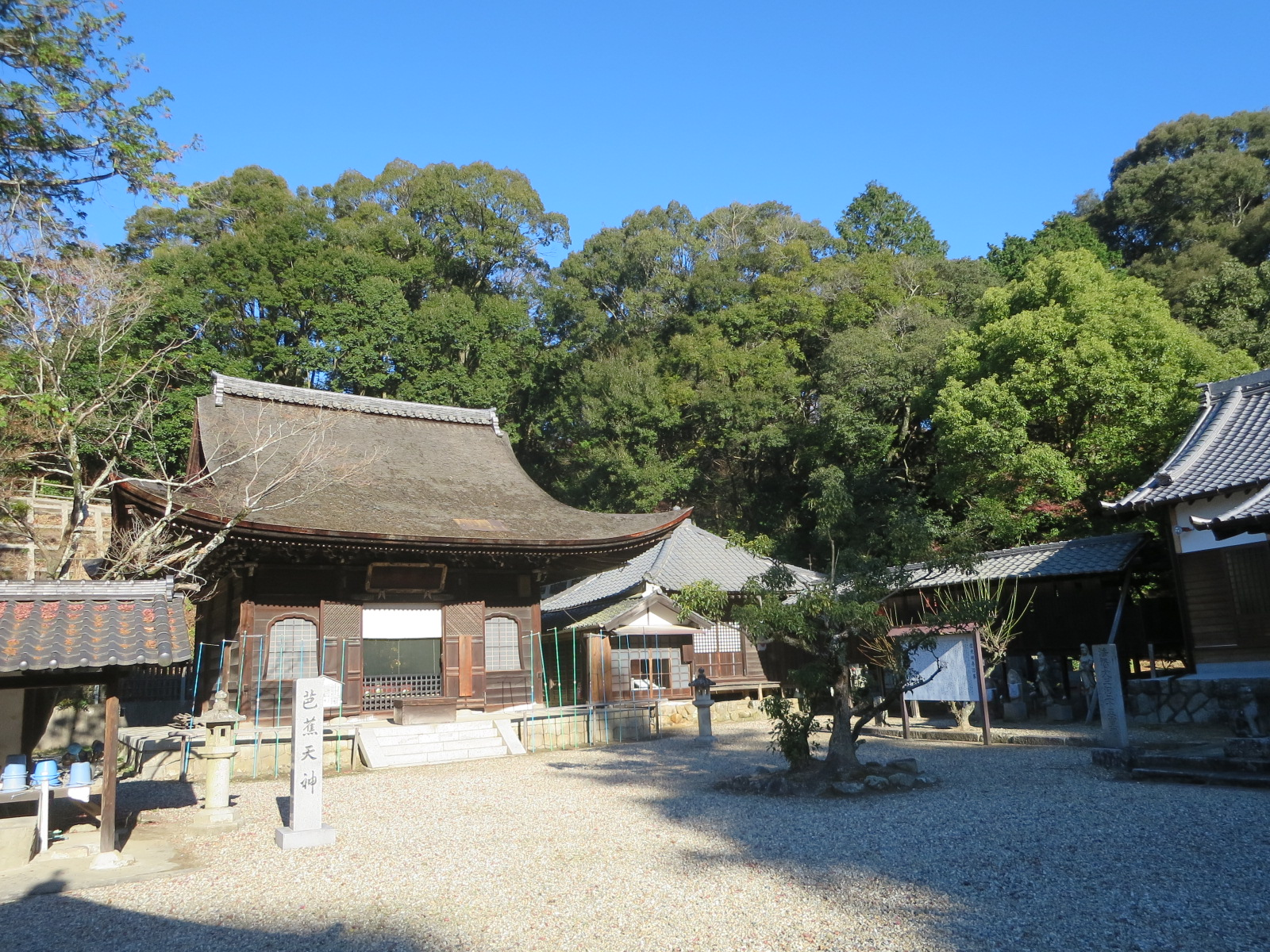
境内 （2015年（平成27年）12月）
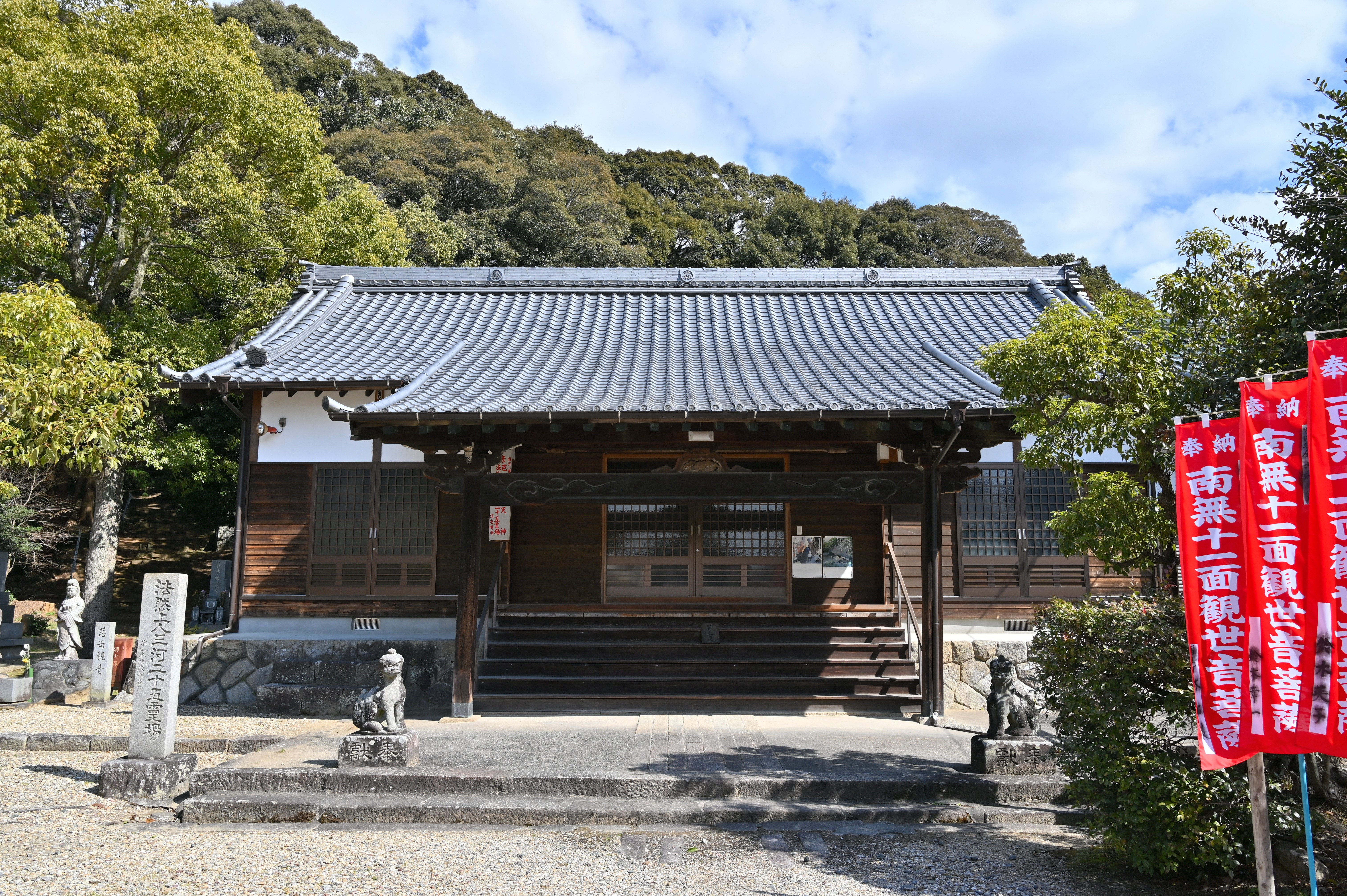
本堂
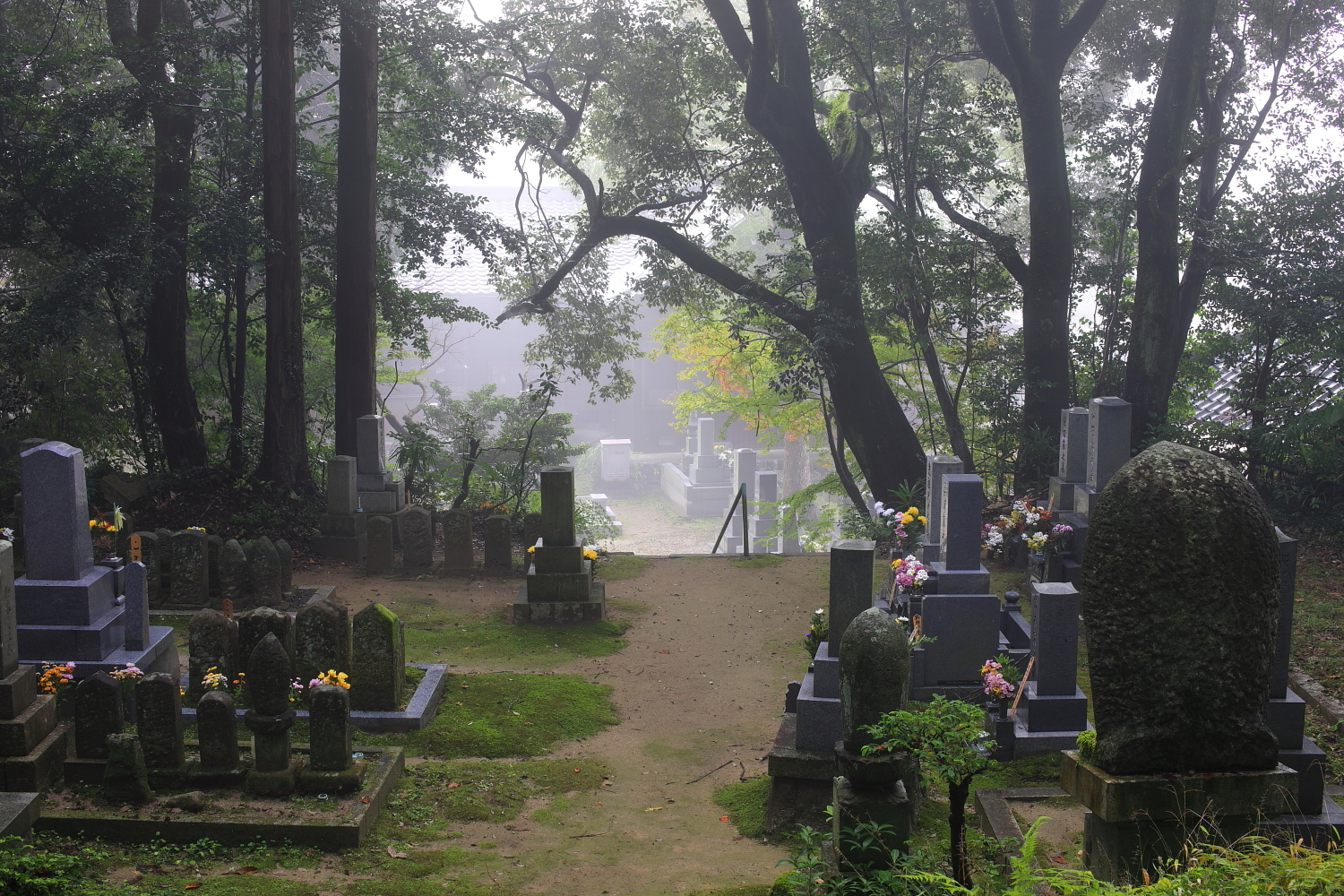
墓所 （2019年（令和元年）11月）
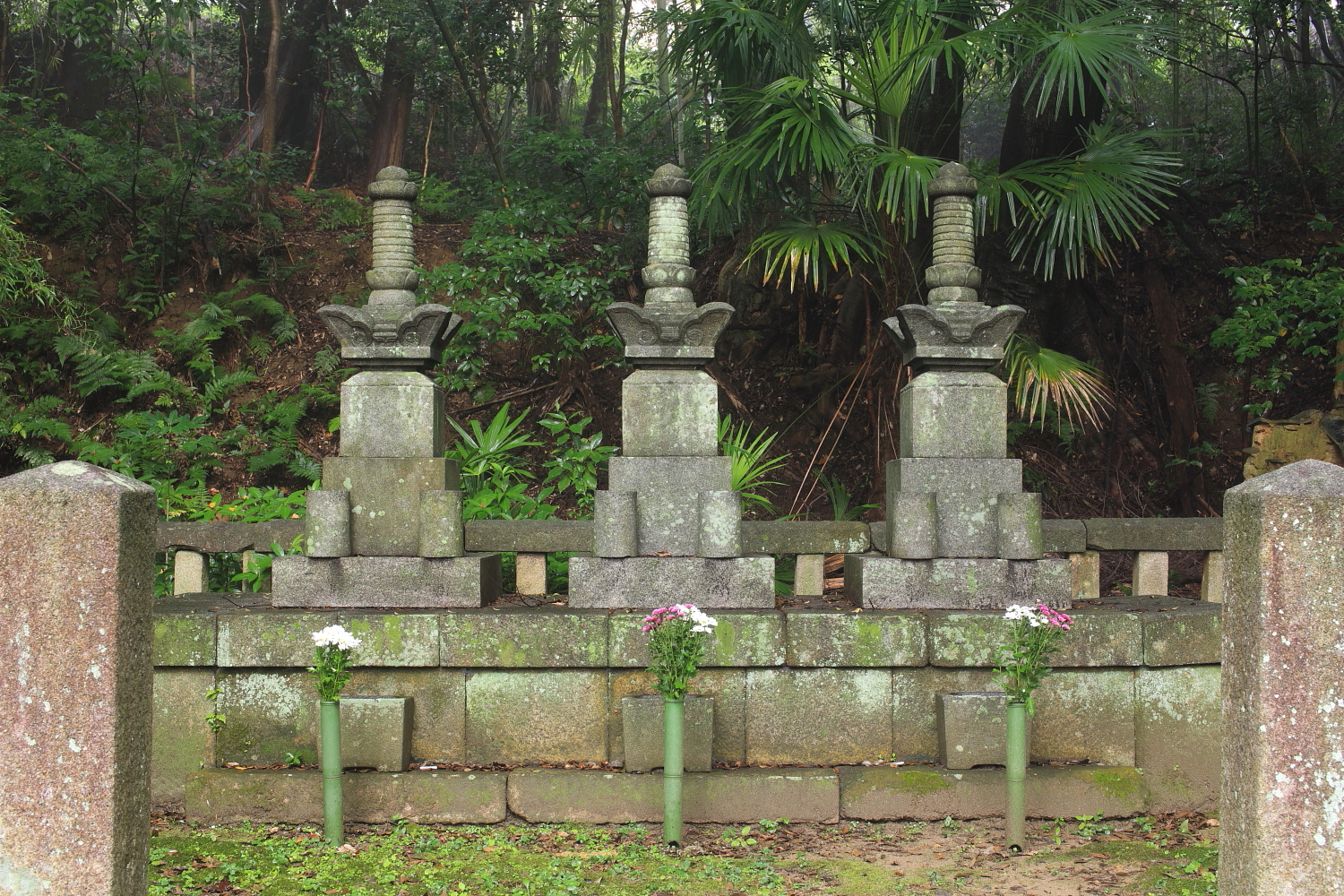
松平三代の墓（向かって左より松平親氏、松平泰親、松平信光） （2019年（令和元年）11月）
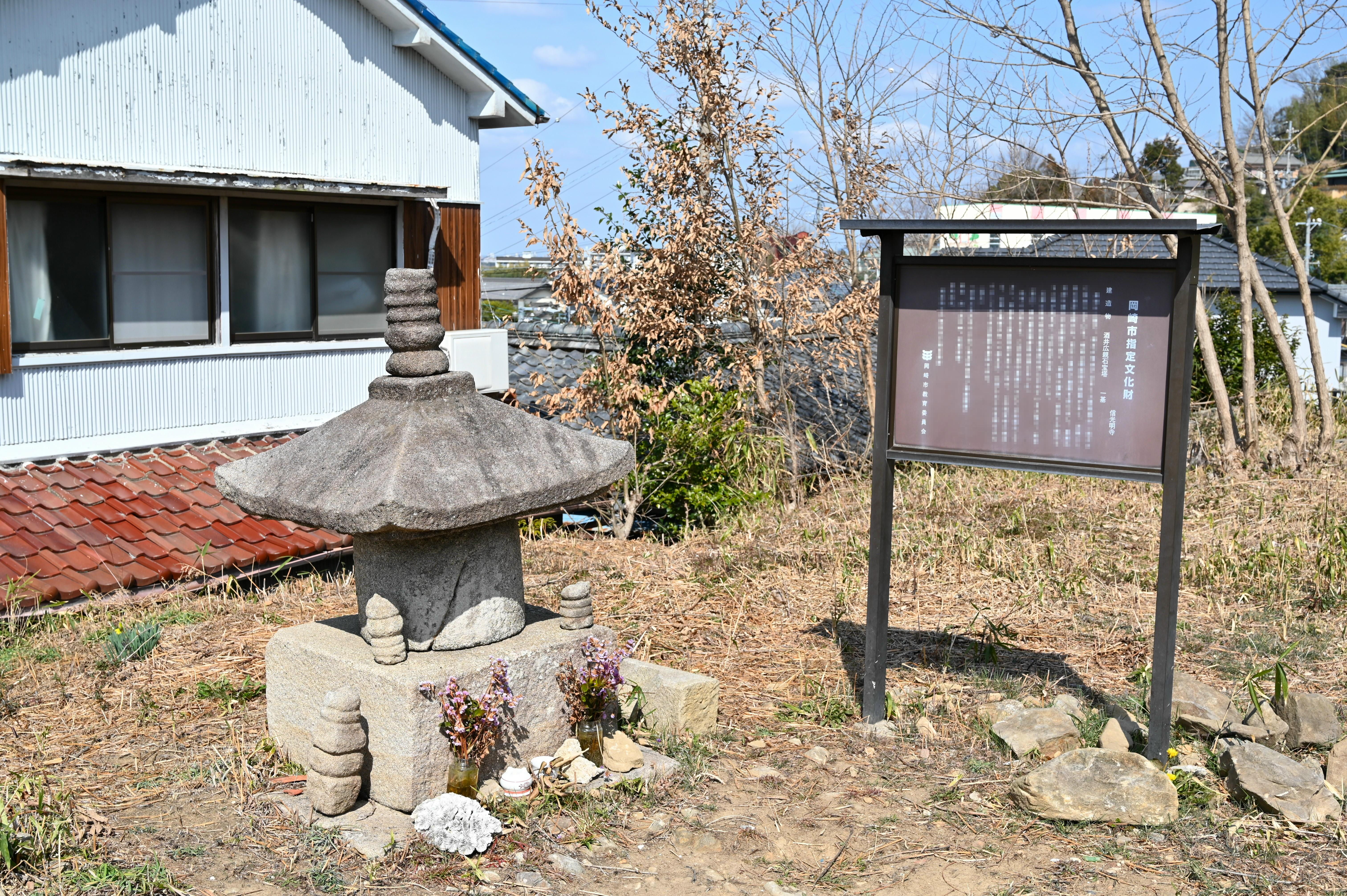
酒井広親石宝塔

## 文化財
以下の物件が文化財に指定されている。

### 重要文化財
| 指定名称                 | 種別   | 指定年月日                | 所在地   |
| ------------------------ | ------ | ------------------------- | -------- |
| 信光明寺観音堂（附棟札） | 建造物 | 1904年（明治37年）2月18日 | 信光明寺 |

### 市指定文化財
| 指定名称                       | 種別   | 指定年月日                 | 所在地           |
| ------------------------------ | ------ | -------------------------- | ---------------- |
| 酒井広親石宝塔                 | 建造物 | 1967年（昭和42年）09月14日 | 信光明寺         |
| 絹本著色山越阿弥陀如来像       | 絵画   | 1960年（昭和35年）06月10日 | 岡崎市美術博物館 |
| 絹本著色雲中来迎阿弥陀如来像   | 絵画   | 1960年（昭和35年）06月10日 | 岡崎市美術博物館 |
| 絹本著色釈迦如来像（附軸金具） | 絵画   | 1960年（昭和35年）06月10日 | 岡崎市美術博物館 |
| 絹本著色超誉上人像             | 絵画   | 2007年（平成19年）12月18日 | 岡崎市美術博物館 |
| 雲版                           | 工芸品 | 1960年（昭和35年）06月10日 | 岡崎市美術博物館 |
| 双盤                           | 工芸品 | 1960年（昭和35年）06月10日 | 岡崎市美術博物館 |
| 孔雀文磬                       | 工芸品 | 2006年（平成18年）12月21日 | 信光明寺         |
| 紙本墨書後柏原天皇綸旨         | 書跡   | 1960年（昭和35年）06月10日 | 岡崎市美術博物館 |
| 紙本墨書後土御門天皇綸旨       | 書跡   | 1960年（昭和35年）06月10日 | 岡崎市美術博物館 |

## 交通手段
- 名鉄バス：奥殿陣屋行き、「岩津天神口」バス停下車、東へ約300メートル。